# 冰清絹蝶
冰清絹蝶（學名：Parnassius glacialis）是屬於絹蝶亞科絹蝶族的一種蝴蝶，是絹蝶屬的一種。共有5個亞種。分佈於中國東部、朝鮮半島及日本一帶。被列入中國國家林業局令國家保護的有益的或者有重要經濟、科學研究價值的陸生野生動物名錄。幼蟲寄主為馬兜鈴科馬兜鈴屬及罌粟科紫堇屬植物。

## 語源
學名種名源自拉丁語 glacialis，意為冰凍，中文蝶名也以此命名。

## 分佈
中國（陝西、黑龍江、吉林、遼寧、河南、山東 、山西、甘肅、貴州、雲南、浙江、安徽）、日本、朝鮮。

## 形態
體黑色。前後翅白色，半透明，翅脈黑色。前翅外緣、亞外緣可見淺灰色橫帶，中室端、中室內各有1個灰色橫斑。後翅後緣從基角至臀角有1條較寬的黑帶，並附黑色絨毛。翅反面似正面，但後翅基部下腹部和前胸板有黃褐色絨毛，腹部背面黑褐色，附灰色絨毛。

## 習性
成蟲5-7月出現，多分佈在的林緣、山地和溝坎，飛翔較緩慢。幼蟲的寄主為馬兜鈴科馬兜鈴屬及罌粟科紫堇屬植物，物種包括：
- 馬兜鈴 Aristolochia debilis
- 東北延胡索 Corydalis ambigua
- 刻葉紫堇 Corydalis incisa
- 夏天無 Corydalis decumbens
- Corydalis remota

## 亞種
- P. g. glacialis

- 指名亞種
- P. g. nankingi Bang-Haas, 1927
- P. g. sinicus Bryk, 1932
- P. g. tajanus Bryk, 1932
- P. g. anachoreta Bryk, 1936

- 分佈於陝西南部

## 腳註
1. ↑  Condamine, F. L., Rolland, J., Hohna, S., Sperling, F. A., & Sanmartin, I. (2017). Testing the role of the Red Queen and Court Jester as drivers of the macroevolution of glacialis butterflies. bioRxiv, 198960.
2. 1 2 3  Chou, 1994. Monografia Rhopalocerorum Sinensium 1: 199
3. 1 2  許家珠、魏煥志、賴平芳. 秦嶺巴山蝴蝶圖記：76. 中國: 陝西科學技術出版社. 2010年6月.
4. ↑  Bryk, 1936 H. Hönes Parnassiusausbeute vom Jahre 1936 Parnassiana 4: 3

## 外部連結
- 维基共享资源上的相關多媒體資源：冰清絹蝶
- 維基物種上的相關：冰清絹蝶
- Parnassius glacialis（页面存档备份，存于） - NSG Voucher Specimen
- Parnassius glacialis - Catalogue of Life （英文）
- Parnassius glacialis（页面存档备份，存于） - funet.fi （英文）